# 陳明宗
陳明宗（ちんめいそう、ベトナム語：Trần Minh Tông / 陳明宗）は、陳朝大越の第5代皇帝。名は陳 奣（ベトナム語：Trần Mạnh / 陳奣）、または陳 日爌（ベトナム語：Trần Nhật Quáng / 陳日爌）とも。

## 生涯
第4代皇帝・英宗の四男。興隆22年（1314年）、父から譲位されて即位した。大慶7年（1320年）に親政を開始すると治水・土木工事をたびたび行なった。
皇后の憲慈皇后は叔父の恵武大王陳国瑱の娘であった。陳国瑱は英宗の代からの宿将で功績も多く、発言力が大きかったが、明宗はこれを疎んじてか陳克終を重用した。これに対して陳国瑱がたびたび諫言すると、明宗は陳国瑱を捕らえて幽閉し、そのまま餓死させるに至った。明宗の死後、裕宗は陳国瑱の名誉を回復させている。
開泰6年（1329年）に長男の陳旺（憲宗）に譲位して太上皇となったが、憲宗は幼少だったため明宗が実権を掌握したままだった。この頃、大越には占城や哀牢の侵入が始まり、それに悩まされるようになっていた。開祐2年（1330年）前後に数度、明宗は哀牢討伐のために親征するが、戦果を得るどころか大敗を喫して段汝諧らの重臣を失った。開祐13年（1341年）に憲宗が早世したため、わずか6歳の十男・陳暭（裕宗）を即位させ、引き続き実権を握った。だが、奸臣陳克終を重用して国を乱したことは明宗最大の失政だと史書は記している。
紹豊17年（1357年）に崩御、享年58。

## 子女
- 憲宗 陳旺（長男）
- 恭靖王 陳元晫（次男）
- 芸宗 陳暊（三男）
- 恭敏王 陳元煦
- 恭簡王 陳元石
- 恭粛王 陳元昱（六男） - 楊日礼の義父。
- 恭信王 陳善沢
- 裕宗 陳暭（十男）
- 睿宗 陳曔（十一男）